# Alphonse Renard
Alphonse Renard (Ronse, 27 september 1842 - Brussel, 9 juli 1903) was een Belgisch mineraloog en petrograaf. Hij was een priester en jezuïet en werd het eerste hoofd van de sectie mineralogie en petrografie van het Koninklijk Belgisch Instituut voor Natuurwetenschappen toen die opgericht werd in 1877.

## Leven en werk
Alphonse Renard werd geboren uit zeer gelovige Franstalige ouders. Als zoon van een meubelmaker ging Renard eerst aan de slag in een textielfabriek, maar kreeg in 1856 de kans om te studeren aan het
bisschoppelijk college in Ronse en in 1863 aan het Jezuïetencollege in Turnhout. In 1865 legde hij zijn geloften als Jezuïet en van 1866 tot 1869 was hij superintendent bij het College de la Paix in Namen. In 1871 stuurde de orde hem naar Maria Laach in de Eifel om filosofie en wetenschappen te sturen. Maar tijdens zijn studies raakte hij gepassioneerd door geologie van de regio. Hij vervolgde zijn opleiding aan de Universiteit van Wenen, waarna hij in Leuven filosofie en theologie ging studeren.
In 1874 was hij gedurende negen jaar docent chemie en mineralogie in het Leuvense Jezuïetencollege, waarna hij vertrok naar Quito in Ecuador om er een katholieke universiteit op te richten.
Hoewel de nadruk lag op zijn wetenschappelijk carrière werd Renard in 1877 tot priester gewijd. In datzelfde jaar werd hij conservator aan het Koninklijk Natuurhistorisch Museum van België in Brussel, een functie die hij uitvoerde tot aan zijn benoeming als professor in de geologie aan de universiteit van Gent in 1888.
Zijn eerste werk, geschreven in samenwerking met Charles-Louis de La Vallée Poussin (1827-1904), was de Mémoire sur les caractères minéralogiques et stratigraphiques des roches dues plutoniennes de la Belgique et de l'Ardenne française(1876).
In latere essays en papers behandelt hij de structuur en de minerale samenstelling van de vele stollings- en sedimentaire gesteenten, alsook hun metamorfose in België en andere landen.
Nog belangrijker was zijn latere onderzoek bij de Challenger-expeditie in 1872, met de bedoeling monsters te verzamelen van water, sedimenten en biologische organismen uit bijna alle oceanen die op hun beurt onderzocht werden door verschillende experts over heel de wereld. Als partner voor de minerale studies werkte Renard mee aan de eerste geologische kaart van de zeebodem (1894). De verschillende monsters werden door hem en in samenwerking met Sir John Murray besproken in het Report on the Scientific Results of the Voyage of H.M.S. Challenger Deep Sea Deposits (1891).
Zijn bijdragen aan onze kennis omvatten de detectie en beschrijving van kosmisch stof, die als fijne regen langzaam accumuleert op de zeebodem; de ontwikkeling van zeolietkristallen op de zeebodem bij temperaturen onder 32 °F (0 °C); en de verdeling en de voorkomen van mangaanknolen en fosfaat- en glauconietafzettingen op de oceaanbodem.
Hij was een vurig voorstander van de Belgische Antarctische expeditie met de Belgica, die Adrien de Gerlache ondernam van 1897 tot 1899. Kaap Renard, die uitstijgt boven het ijs in de Gerlachestraat werd dan ook naar hem genoemd.
De monsters die door de Antarctica-expeditie waren meegebracht kon hij niet meer onderzoeken.
De jezuïet Renard wordt geroemd als een van de bekendste en roemrijke geologen van de 19de eeuw, die in 1883 zijn jezuïetenorde verliet na een lange spirituele evolutie, twijfelend over de relatie tussen geloof en wetenschap. Het priesterschap liet hij pas achter zich na de dood van zijn moeder in 1898.
In 1901 huwde hij in Londen de jonge buurvrouw van zijn moeder en werd vrijmetselaar. In 1902 werkte hij mee aan de introductie van de leer van Darwin in België met de Franse vertaling van Charles Darwins Geological Observations on the Volcanic Islands visited during the Voyage of H.M.S. Beagle. Renard stierf in Elsene op 9 juli 1903 aan darmkanker.

## Onderscheidingen
Hij ontving eredoctoraten van de universiteiten van Bologna, Dublin en Edinburg.
Als erkenning van zijn werk, kreeg hij in 1885 de prestigieuze Bigsby Medaille toegekend door de Geological Society.
In 1898 werd hij lid van de Koninklijke Academie van België.

## Divers
In Elsene is er een straat genoemd naar deze wetenschapper en werd er op de Generaal de Gaullelaan in Elsene in 1906 een standbeeld opgericht, uitgevoerd door de kunstenaar Alphonse de Tombay.